# 鈴木規郎
鈴木規郎（1984年2月14日—），前日本職業足球員，日本20歲以下足球代表隊成員。

## 俱乐部生涯
2002年，鈴木規郎在FC東京开始足球生涯。2008年转会至神戶勝利船，2009年转会至昂熱，2010年转会至大宮松鼠，2014年转会至仙台維加泰，2015年转会至環球。2015年，引退。

## 日本國家足球隊
鈴木規郎参加了2003年世界青年錦標賽。

## 外部連結
- （日語）J.League Data Site （页面存档备份，存于）